# Ploubezre
Ploubezre (bret. Ploubêr) – miejscowość i gmina we Francji, w regionie Bretania, w departamencie Côtes-d’Armor.
Według danych na rok 1990 gminę zamieszkiwało 2709 osób, a gęstość zaludnienia wynosiła 87 osób/km² (wśród 1269 gmin Bretanii Ploubezre plasuje się na 213. miejscu pod względem liczby ludności, natomiast pod względem powierzchni na miejscu 258.).